# Andorinhão-do-temporal
O andorinhão-do-temporal (nome científico: Chaetura meridionalis) é uma espécie de ave pertencente à família dos apodídeos. É uma espécie migratória que se reproduz na parte central da América do Sul e inverna no norte da América do Sul.

## Etimologia
O nome andorinhão-do-temporal foi selecionado como nome vernáculo técnico para a espécie Chaetura meridionalis pelo Comitê Brasileiro de Registros Ornitológicos (CBRO) em 2021.